# قطار (باروق)
قطار روستایی در دهستان نادرگلی بخش مرکزی شهرستان باروق در استان آذربایجان غربی ایران است.

## جمعیت
بر پایه سرشماری عمومی نفوس و مسکن در سال ۱۳۹۵، جمعیت این روستا برابر با ۷۳۳ نفر (۲۱۰ خانوار) بوده است.